# Gammacide
Gammacide foi uma banda estadunidense de thrash metal.
Lançaram apenas o álbum "Victims of Science" em 1989. Esse álbum caracteriza-se por ter uma sonoridade que lembra o Slayer, mas é ao mesmo tempo muito original. Um fato interessante a respeito desse álbum é o uso de metrancas (principalmente na canção "Gutter Rats") o que deixa o álbum ainda mais pesado. Depois disso apenas lançaram uma demo tape em 1991.

## Integrantes
- Varnam Ponville: vocais
- Scott Shelby: guitarras
- Rick Perry: guitarras
- Eric Roy: baixo
- Jamey Milford: bateria

## Discografia
- "Victims of Science" (1989)